# Liste des châteaux de la Vendée
Cette liste présente des châteaux ou logis situés dans le département de la Vendée, qu'ils présentent un intérêt historique ou non, avec la commune actuelle où ils se trouvent.

## Liste
| Icône            | Signification    | Abréviations             | Abréviations                  | Abréviations             | Abréviations           |
| ---------------- | ---------------- | ------------------------ | ----------------------------- | ------------------------ | ---------------------- |
| Château fort     | Château fort     | = Bastide                | = Ferme fortifiée             | = Maison forte           | = (Néo-)Palladianisme  |
| Renaissance      | Renaissance      | = Château gascon         | = Folie (montpelliéraine)     | = Manoir, Gentilhommière | = Résidence épiscopale |
| Domaine viticole | Domaine viticole | = Classicisme, classique | = Forteresse, fort(ification) | = Maison (noble)         | = Style Beaux-Arts     |
| Palais           | Palais           | = Commanderie            | = Gothique (flamboyant)       | = Néo-baroque            | = Style Second Empire  |
| Ruine ou disparu | Ruine, disparu   | = Château pinardier      | = Hôtel particulier           | = Néo-classique          | = Style italianisant   |
|                  |                  | = Demeure seigneuriale   | ... = Style Louis XII...XVI   | = Néo-gothique           | = Style troubadour     |
|                  |                  | = Éclectisme             | = Logis (seigneurial)         | = Néo-Renaissance        | = Villa (de Nice)      |
| Baroque, rococo  | Baroque, rococo  | = Édifice religieux      | = Motte castrale/féodale      | = Pavillon de chasse     | = Styles du XXe siècle |

| Type                                          | Château                                         | Commune                      | Protection                                                        | Notes                                                                                          | Coordonnées                 | Illustration |
| --------------------------------------------- | ----------------------------------------------- | ---------------------------- | ----------------------------------------------------------------- | ---------------------------------------------------------------------------------------------- | --------------------------- | ------------ |
| Château fort · Renaissance                    | Château d'Apremont                              | Apremont                     | Inscrit MH (1926) · Classé MH (1975) · Notice no PA00110016       | Moyen Âge, XVIe siècle                                                                         | 46° 44′ 59″ N, 1° 44′ 28″ O |              |
| Manoir, gentilhommière · Édifice religieux    | Château de l'Abbaye                             | Moreilles                    |                                                                   | XVIIe et XIXe siècles                                                                          |                             |              |
| Château fort · Renaissance                    | Château d'Ardelay                               | Les Herbiers                 | Inscrit MH (1927) · Notice no PA00110134                          | Moyen Âge, XVIe et XVIIIe siècles                                                              | 46° 51′ 11″ N, 1° 00′ 19″ O |              |
| Château fort · Renaissance                    | Château de l'Aubraye                            | La Réorthe                   | Inscrit MH (1928) · Notice no PA00110209                          | Moyen Âge, XVIe siècle                                                                         | 46° 35′ 36″ N, 1° 02′ 32″ O |              |
| Château fort · Renaissance                    | Château de l'Audardière                         | Apremont                     | Inscrit MH (1981) · Notice no PA00110017                          | Moyen Âge, XVIe et XVIIe siècles                                                               | 46° 43′ 55″ N, 1° 45′ 33″ O |              |
| Villa                                         | Château de L'Auneau                             | Chantonnay                   | Jardin remarquable · Notice no JAR0000390                         | XIXe siècle                                                                                    | 46° 40′ 53″ N, 1° 06′ 35″ O |              |
| Style Louis XV                                | Château de la Baugisière                        | Saint-Michel-le-Cloucq       | Inscrit MH (1993, 2006) · Notice no PA00110315                    | XVIIIe siècle                                                                                  | 46° 29′ 01″ N, 0° 43′ 59″ O |              |
| Château fort                                  | Donjon de Bazoges-en-Pareds                     | Bazoges-en-Pareds            | Inscrit MH (1927, 2003) · Notice no PA00110036                    | XIIe et XIVe siècles, XVIe siècle                                                              | 46° 39′ 23″ N, 0° 54′ 54″ O |              |
| Renaissance                                   | Château de Beaumarchais                         | Bretignolles-sur-Mer         | Inscrit MH (1962) · Notice no PA00110059                          | XVIe siècle                                                                                    | 46° 39′ 10″ N, 1° 51′ 28″ O |              |
|                                               | Château de Belle-Vue                            | Sainte-Cécile                |                                                                   | XIXe siècle                                                                                    |                             |              |
| Renaissance                                   | Château de Bessay                               | Bessay                       | Classé MH (1947, 1990) · Inscrit MH (1988) · Notice no PA00110047 | tour et pigeonnier du XVIe siècle, logis XVIIe et XVIIIe siècles                               | 46° 32′ 18″ N, 1° 09′ 10″ O |              |
| Manoir, gentilhommière                        | Manoir du Bignon                                | Les Herbiers                 | Inscrit MH (1987) · Notice no PA00110136                          | XVe et XVIe siècles, XVIIe siècle                                                              | 46° 52′ 16″ N, 1° 01′ 57″ O |              |
| Renaissance                                   | Château de Boistissandeau                       | Les Herbiers                 | Inscrit MH (1958) · Notice no PA00110133                          | XVIe siècle                                                                                    | 46° 49′ 48″ N, 0° 59′ 38″ O |              |
| Château fort · Renaissance                    | Château du Boisniard                            | Chambretaud                  |                                                                   | construit en 1407, XIXe siècle reconstruit à partir des fondations et d'éléments du XVe siècle |                             |              |
| Classicisme, classique                        | Château de la Bonnelière                        | Sèvremont                    | Inscrit MH (1972) · Notice no PA00110258                          | XVIIe siècle                                                                                   | 46° 49′ 36″ N, 0° 56′ 07″ O |              |
| Renaissance                                   | Château de la Bonnetière                        | Saint-Urbain                 |                                                                   |                                                                                                |                             |              |
| Renaissance                                   | Château de la Boursière                         | Venansault                   |                                                                   |                                                                                                |                             |              |
|                                               | Château du Breuil                               | Saint-Denis-la-Chevasse      |                                                                   | XIXe siècle                                                                                    |                             |              |
|                                               | Château de la Brunière                          | La Chapelle-Hermier          |                                                                   |                                                                                                |                             |              |
| Renaissance                                   | Château de la Brunière                          | Le Givre                     | Inscrit MH (1984) · Classé MH (1984) · Notice no PA00110128       | XVIe siècle                                                                                    | 46° 27′ 38″ N, 1° 23′ 53″ O |              |
| Renaissance                                   | Château de la Cantaudière                       | Moutiers-les-Mauxfaits       | Classé MH (1978) · Notice no PA00110176 · Notice no IA85001363    | XVIe siècle                                                                                    | 46° 29′ 22″ N, 1° 26′ 12″ O |              |
| Château fort · Renaissance                    | Logis de la Chabotterie                         | Montréverd                   | Inscrit MH (1958) · Notice no PA00110264                          | XVIe et XVe siècles, XVIe siècle                                                               | 46° 52′ 47″ N, 1° 24′ 20″ O |              |
| Renaissance                                   | Château de Chassenon                            | Xanton-Chassenon             | Classé MH (1956) · Notice no PA00110290                           | XVIe siècle, modifié au XXe siècle                                                             | 46° 28′ 41″ N, 0° 42′ 09″ O |              |
| Renaissance                                   | Château de Chastellier-Barlot                   | Le Poiré-sur-Velluire        | Inscrit MH (1977) · Notice no PA00110196                          | XVe et XVIe siècles, XVIIe siècle                                                              | 46° 24′ 42″ N, 0° 54′ 04″ O |              |
| Château fort · Ruine ou disparu               | Château de Châteaumur                           | Sèvremont                    | Inscrit MH (1979) · Notice no PA00110071                          | XIIe et XIVe siècles                                                                           | 46° 50′ 46″ N, 0° 49′ 57″ O |              |
| Classicisme, classique                        | Château de la Chevallerie                       | Sainte-Gemme-la-Plaine       | Inscrit MH (1989) · Notice no PA00110296                          | XVIIIe siècle                                                                                  | 46° 29′ 22″ N, 1° 06′ 52″ O |              |
| Renaissance                                   | Logis du Colombier                              | Mouchamps                    |                                                                   |                                                                                                |                             |              |
| Château fort · Ruine ou disparu               | Château de Commequiers                          | Commequiers                  | Inscrit MH (1926) · Notice no PA00110081                          | Moyen Âge                                                                                      | 46° 45′ 59″ N, 1° 49′ 53″ O |              |
| Château fort · Renaissance                    | Château de la Court-d'Aron                      | Saint-Cyr-en-Talmondais      |                                                                   | XIXe siècle                                                                                    |                             |              |
| Classicisme, classique                        | Château de Doix                                 | Doix lès Fontaines           |                                                                   |                                                                                                | 46° 23′ 37″ N, 0° 48′ 27″ O |              |
| Château fort                                  | Château de l'Échasserie                         | La Bruffière                 |                                                                   |                                                                                                |                             |              |
| Château fort · Renaissance · Ruine ou disparu | Vieux-Château des Essarts                       | Essarts-en-Bocage            | Inscrit MH (1962) · Notice no PA00110091 · Notice no 07760001802  | Moyen Âge, XVIe siècle                                                                         | 46° 46′ 31″ N, 1° 13′ 30″ O |              |
| Néo-classique                                 | Château des Essarts                             | Essarts-en-Bocage            |                                                                   | XIXe siècle                                                                                    | 46° 46′ 35″ N, 1° 13′ 16″ O |              |
| Renaissance · Ruine ou disparu                | Château de l'Étenduère                          | Les Herbiers                 |                                                                   |                                                                                                |                             |              |
| Château fort                                  | Château du Fief-Milon                           | Le Boupère                   |                                                                   |                                                                                                |                             |              |
| Château fort                                  | Château de la Flocellière                       | Sèvremont                    |                                                                   |                                                                                                |                             |              |
|                                               | Château de Fonteclose                           | La Garnache                  |                                                                   | XVIIIe siècle                                                                                  |                             |              |
| Château fort                                  | Château de La Garnache                          | La Garnache                  |                                                                   |                                                                                                |                             |              |
|                                               | Château des Granges-Cathus                      | Talmont-Saint-Hilaire        |                                                                   | XIXe siècle, reconstruit avec des éléments du XVIe siècle                                      |                             |              |
| Château fort                                  | Château de la Grève                             | Saint-Martin-des-Noyers      |                                                                   |                                                                                                |                             |              |
| Renaissance                                   | Château du Gué-Sainte-Flaive (Bâtiments du Gué) | Sainte-Flaive-des-Loups      | Inscrit MH (1995) · Notice no PA00110134                          | XVe et XVIIe siècles                                                                           | 46° 36′ 43″ N, 1° 35′ 23″ O |              |
| Renaissance                                   | Château de la Guignardière                      | Avrillé                      |                                                                   |                                                                                                |                             |              |
| Renaissance                                   | Château des Herbiers                            | Les Herbiers                 |                                                                   |                                                                                                |                             |              |
| Renaissance                                   | Château de L'Hermenault                         | L'Hermenault                 |                                                                   |                                                                                                |                             |              |
| Classicisme, classique                        | Château des Hermitans                           | Venansault                   |                                                                   |                                                                                                | 46° 41′ 01″ N, 1° 31′ 54″ O |              |
| Château fort                                  | Vieux Château de L'Île-d'Yeu                    | L'Île-d'Yeu                  |                                                                   |                                                                                                |                             |              |
|                                               | Château de Landebaudière                        | La Gaubretière               |                                                                   | XVIIIe siècle                                                                                  |                             |              |
| Renaissance                                   | Château du Landreau                             | Les Herbiers                 |                                                                   |                                                                                                |                             |              |
| Classicisme, classique                        | Château de la Marronnière                       | Aizenay                      |                                                                   |                                                                                                | 46° 43′ 54″ N, 1° 36′ 58″ O |              |
| Classicisme, classique                        | Château Masson                                  | Mouchamps                    |                                                                   | XIXe siècle                                                                                    | 46° 46′ 42″ N, 1° 03′ 57″ O |              |
| Château fort                                  | Tour Mélusine                                   | Vouvant                      |                                                                   |                                                                                                |                             |              |
| Renaissance                                   | Château de la Métaire                           | Le Poiré-sur-Vie             |                                                                   |                                                                                                |                             |              |
| Manoir, gentilhommière                        | Château de Monbail                              | Venansault                   |                                                                   |                                                                                                | 46° 40′ 26″ N, 1° 33′ 34″ O |              |
| Château fort                                  | Château de Montaigu                             | Montaigu-Vendée              |                                                                   |                                                                                                |                             |              |
| Château fort                                  | Tour de Moricq                                  | Angles                       |                                                                   |                                                                                                |                             |              |
| Château fort                                  | Château de Noirmoutier                          | Noirmoutier-en-l'Île         |                                                                   |                                                                                                |                             |              |
| Ruine ou disparu                              | Château de Palluau                              | Palluau                      |                                                                   | XVIIe siècle                                                                                   |                             |              |
|                                               | Château du Parc-Soubise                         | Mouchamps                    |                                                                   | XVIIe siècle                                                                                   |                             |              |
| Renaissance                                   | Château de la Pélissonnière                     | Le Boupère                   |                                                                   |                                                                                                |                             |              |
|                                               | Château de Pierre-Levée                         | Olonne-sur-Mer               |                                                                   | XVIIIe siècle                                                                                  |                             |              |
| Manoir, gentilhommière                        | Manoir de Ponsay                                | Chantonnay                   |                                                                   | XVIIe siècle                                                                                   |                             |              |
| Renaissance                                   | Château du Pont-de-Vie                          | Le Poiré-sur-Vie             |                                                                   |                                                                                                |                             |              |
| Château fort                                  | Château de Pouzauges                            | Pouzauges                    |                                                                   |                                                                                                |                             |              |
| Renaissance                                   | Château de la Preuille                          | Saint-Hilaire-de-Loulay      |                                                                   |                                                                                                |                             |              |
| Château fort · Ruine ou disparu               | Premier château de Puy du Fou                   | Les Epesses                  |                                                                   |                                                                                                |                             |              |
| Renaissance                                   | Château du Puy du Fou                           | Les Epesses                  |                                                                   |                                                                                                |                             |              |
|                                               | Château de La Rabatelière                       | La Rabatelière               |                                                                   | XVIIe siècle                                                                                   |                             |              |
| Renaissance                                   | Château des Roches-Baritaud                     | Saint-Germain-de-Prinçay     |                                                                   |                                                                                                |                             |              |
| Château fort                                  | Château de Saint-Mesmin                         | Saint-André-sur-Sèvre        |                                                                   |                                                                                                |                             |              |
|                                               | Château de Saint-Michel-le-Cloucq               | Saint-Michel-le-Cloucq       |                                                                   | XVIIe siècle, château du Bourg                                                                 |                             |              |
|                                               | Château de Sainte-Hermine                       | Sainte-Hermine               |                                                                   | XVIIe siècle                                                                                   |                             |              |
| Château fort                                  | Château de Sigournais                           | Sigournais                   |                                                                   |                                                                                                |                             |              |
| Château fort                                  | Château de Talmont                              | Talmont-Saint-Hilaire        |                                                                   |                                                                                                |                             |              |
| Renaissance                                   | Château de Terre-Neuve                          | Fontenay-le-Comte            |                                                                   |                                                                                                |                             |              |
| Château fort                                  | Château de Tiffauges                            | Tiffauges                    |                                                                   |                                                                                                |                             |              |
| Renaissance                                   | Château du Veillon                              | Talmont-Saint-Hilaire        |                                                                   |                                                                                                |                             |              |
| Château fort                                  | Château de Vendrennes                           | Vendrennes                   |                                                                   |                                                                                                |                             |              |
| Renaissance                                   | Château de la Véquière                          | Saint-Avaugourd-des-Landes   |                                                                   |                                                                                                |                             |              |
|                                               | Castel du Verger                                | Saint-Christophe-du-Ligneron |                                                                   | XVIIe siècle                                                                                   |                             |              |
| Renaissance                                   | Château de la Vérie                             | Challans                     |                                                                   |                                                                                                |                             |              |
| Renaissance                                   | Château des Voureuils                           | Chasnais                     |                                                                   |                                                                                                |                             |              |